# 경산시립도서관
경산시립도서관은 경상북도 경산시 하양읍 소재의 도서관이다.

## 연혁
- 1993년 10월 8일 경산군립도서관 착공
- 1994년 7월 5일 경산군립도서관 준공
- 1995년 1월 1일 경산시립도서관 개관(시/군 통합으로 명칭변경)
- 1998년 5월 1일 이동도서관 운영
- 2005년 12월 20일 도서관 신축 공사 착공
- 2007년 3월 14일 신축 도서관 준공
- 2007년 9월 11일 신축 도서관 개관

## 시설현황
- 3층: 열람실2, 참고정기간행물
- 2층: 열람실1, 노트북열람실, 디지털자료실, 사무실
- 1층: 종합자료실, 아동자료실, 시청각실
- 지하1층: 보존서고, 휴게실/식당

## 이용 안내
이용 시간
- 일반열람실(2실), 노트북열람실: 매일 08:00 ~ 22:00
- 아동자료실, 종합자료실, 참고및정기간행물실, 디지털자료실: 매일 09:00 ~ 18:00

휴관일
- 매주 2ㆍ4주 월요일, 국경일
- 국경일 및 정부에서 지정한 공휴일
- 장서점검 등 필요한 사유 발생시 임시휴관